# KLA Corporation
Pour les articles homonymes, voir KLA.
KLA Corporation (anciennement KLA-Tencor) est une entreprise américaine, spécialisée dans la conception et fabrication d'équipements de production de semi-conducteurs, qui fait partie de l'indice NASDAQ-100.

## Étymologie
KLA a été nommée d'après les noms de ses créateurs, Ken Levy et Bob Anderson. Le mot « Tencor » (retiré du nom en 2019) vient du fait que le fondateur de l'entreprise, Karel Urbanek, voulait un nom de deux syllabes dont il serait facile de se rappeler.

## Historique
KLA Corporation résulte de la fusion en avril 1997 de KLA Instruments (KLA) et de Tencor Instruments (Tencor). Les produits de KLA permettaient d'inspecter les défauts, tandis que Tencor était spécialisée dans la métrologie. Après avoir fusionné à la suite d'un échange d'actions évalué à 1,3 milliard de dollars, KLA-Tencor devint le plus important fournisseur d'équipements de fabrication de semi-conducteurs spécialisé dans le contrôle du process.
En octobre 2015, Lam Research annonce l'acquisition pour 10,6 milliards de dollars de KLA-Tencor. Cette opération est annulée en octobre 2016, à la suite de l'opposition du ministère de la justice américain.
En mars 2018, KLA-Tencor annonce l'acquisition d'Orbotech, une entreprise israélienne, pour 3,4 milliards de dollars.
En janvier 2019, KLA-Tencor est renommé KLA Corporation.